# 美女と液体人間
『美女と液体人間』（びじょとえきたいにんげん）は、1958年（昭和33年）6月24日に公開された日本の特撮映画。英題は "The H-Man "。製作、配給は東宝。カラー、東宝スコープ。監督は本多猪四郎、主演は佐原健二。
同時上映は『暖簾』。

## 概要
「変身人間シリーズ」の第1作。タイトル通り、女性の登場シーンが多くアダルトな雰囲気も持つ特撮映画である。また、当時流行していた暗黒街映画（ギャング映画）の影響も受けている。液体人間が人間を襲って同族化するという設定は、吸血鬼映画の類型でもある。
本作品における生物は、「強い放射線を浴びると液体状に変化し、液体生物と呼ぶべき別の生物になる」と設定されている。監督の本多猪四郎は、本作品の制作にあたって東海村のJRR-1を見学したり、東京大学原子核研究所の理学博士を取材したりするなどの下準備を経て、新生物誕生の可能性に確信を得たという。
劇中で水爆実験の放射能を浴びた日本のマグロ漁船「第二竜神丸」は、当時としてはまだ記憶に新しいビキニ環礁の水爆実験事故「第五福竜丸事件」をヒントにしたものである。本作品では、科学の進歩の影に生まれる犠牲者をテーマとしている。

## あらすじ
ある雨の晩、不審な2人の男性が日本橋兜町の下水道から現れた。しかし、男性の1人は突如苦しむようなうめき声を上げるとピストルを発砲し始め、着ていた衣服と大量の麻薬を残してその場から忽然と姿を消してしまう。
警視庁の富永は、遺留品から消えた男性の正体がギャングの一員・三崎であることを突き止め、彼らが麻薬密売を目論んでいると推理し、三崎の情婦であるキャバレー「ホムラ」の歌手・新井千加子に接触してきた男性を逮捕する。しかし、男性の正体はギャング関係者ではなく、富永の友人である生物化学を専攻する城東大学助教授・政田だった。政田は突如として消え去った三崎は大量の放射性物質を浴びて「液体人間」と化したのではないかという仮説を立てており、「南方で水爆実験の死の灰を浴びた第二竜神丸の船員が液体人間と化していた」という証言や強い放射線を浴びせたカエルが液体化するという実験結果、永代橋付近で見つかった第二竜神丸の浮き輪などの証拠を提示するが、富永ら捜査陣は証拠不十分だと断じて信じない。そんな中、千加子の周りでは彼女を襲おうとしたギャングが消失するなどの怪事件が起きる。
捜査は行き詰まると思われたが、千加子の証言から「ホムラ」のボーイ・島崎が事件に関係している可能性が浮上したため、警視庁は築地に警官隊を集めて「ホムラ」の一斉摘発に踏み切る。しかし、それと同時期に隅田川から液体人間が上陸し、「ホムラ」の踊り子や刑事、そして島崎が液体化させられてしまう。ようやく事の重大さに気付いた捜査陣は政田や彼の師・真木博士の意見を取り入れ、隅田川付近の下水道にガソリンを流して火を放つことにより、液体人間を全滅させる作戦を実行する。
一方、政田と千加子はいつしか恋愛関係になっていたが、兜町の事件で三崎の相棒だったギャングの一員・内田が千加子を拉致し、下水道内に隠した麻薬を回収しようと企む。内田は液体人間に襲われて消滅したが、内田に連れられていた千加子は液体人間とガソリンの炎という二重の脅威に晒される。しかし、政田と富永率いる捜索チームが下水道へ飛び込んだ結果、千加子は無事に救出される。
隅田川沿岸を炎に包み込むほどの猛火により、液体人間は全滅した。だが、真木博士は「もし地球が死の灰に覆われて人類が全滅したとき、次に地球を支配するのは液体人間かもしれない」と語るのだった。

## 液体人間
水爆実験で飛散した死の灰を浴び、強い放射能の影響で肉体が変質して全細胞が液体化した人間。劇中では人間のみならず、強い放射線を浴びたカエルも細胞が変質して同様の液体生物に液化している。
一般的な伝承における吸血鬼のごとく他の人間を襲うことにより、犠牲者を溶かして同化させ、自分と同様の液体人間に変える習性を持つ。そのため、物語終盤には液体人間が2体登場した。武器はゲル状に液体化した肉体であり、これに触れた人間は肉体が縮むように溶かされ（衣服などは溶けずに残る）、液体人間に変えられなければ泡となって消え去ってしまう。また、液体人間は全身が液体で構成されていることから、銃などの武器はまったく効果がなく、普段は下水道に潜み、雨天時には地面に流れる水に交じって移動し、人間を襲撃する際に人間の姿に凝結する。そのため、液体化した肉体で消火できない猛火によって焼き殺すことが唯一の対処法と言われており、最後は下水道にて警察による火炎作戦で焼き尽くされた。
真木博士によれば、液体人間には犠牲者の精神活動が少しでも残る可能性があるといい、帰巣本能によって日本へ帰還する（これが最初の犠牲者が東京へ戻った理由である）。しかし、液体人間となった者が人間的な意識をどれだけ保って行動しているのかは不明である。
- 検討用台本では、液体人間に対抗するために政田が人体実験で液体人間になることを志願し、最終的には政田に代わって千加子が液体人間となり、液体人間の潜伏先を探り当てるという展開であった[32]。

## キャスト
- 新井千加子[出典 11]（歌手[21]）：白川由美
- 政田[出典 11]（城東大学助教授[21]）：佐原健二
- 富永[出典 11]（警視庁捜査一課長[21]）：平田昭彦
- 宮下刑事部長[出典 11]：小沢栄太郎
- 真木博士[出典 11]（城東大学教授[21]）：千田是也
- 内田[出典 11]（ギャング[21]）：佐藤允
- 三崎[出典 11]（ギャング[21]）：伊藤久哉
- 花枝[36][37]（女給[21]）：北川町子
- 田口刑事[出典 11]：土屋嘉男
- 峯子[36][37]（実験所の助手[21]）：白石奈緒美
- 岸[36][26]（ギャング[21]）：三島耕
- 坂田刑事[出典 11]：田島義文
- 紳士[26]（金と呼ばれる紳士[6][36]）：中村哲
- 宗チャン[36][37]（漁夫[21]）：加藤春哉
- 大チャン[36][37]（漁夫[21]）：大村千吉
- エミー[36][37]（ストリッパー[21]）：園田あゆみ
- 警視庁幹部A[36][26]：林幹
- 楠田部長刑事[6][21][注釈 9]：山田巳之助
- 西山[36][26]（ギャング[21]）：藤尾純
- 佐伯[36][26]（ギャング[21]）：山本廉
- 堀田[36][26]（漁夫[21]、第二竜神丸船員[39]）：瀬良明
- 関刑事[36][26]：中丸忠雄
- アベックの男[36][26]：夏木陽介
- アベックの女[36][26]：家田佳子
- 安吉[36][26]（漁夫[21]）：重信安宏
- 若杉巡査[36]：山田彰
- 島崎[36][26]（キャバレーのボーイ[21]）：桐野洋雄
- 運転手[36][26]：佐田豊
- 浜野[36][26]（ギャング[21]）：大友伸
- 警視庁幹部[36]：生方壮児
- 警視庁幹部B[36][26]：津田光男
- 花田組[26]（花田組のアンチャン[36]）：中山豊
- 小川刑事[36][26]：坪野鎌之
- 松ッチャン[36]（漁夫[21]）：加藤茂雄
- 自衛隊救援隊長[6][21][注釈 10]：岡豊
- 消防署長[6][21][注釈 11]：広瀬正一
- 作戦本部次長[36]：熊谷二良
- 警視庁幹部C[36]（鈴木[21]）：草間璋夫
- 警視庁幹部[36]：土屋詩朗
- 第二竜神丸船員[36]：手塚勝巳
- チョウスケ（漁夫）[36][39]：中島春雄[注釈 12]

### ノンクレジット
- 管理人のおかみさん：中野トシ子[出典 12]
- 隣のかみさん：小野松枝[出典 13]
- 第二竜神丸船員：安芸津広[41]、伊原徳[41]
- 第二竜神丸船員、「ホムラ」の酔客：吉田新 [2役][41]
- 「ホムラ」のクラブマネージャー：橘正晃[41]
- 「ホムラ」の酔客：吉頂寺晃[41]
- 「ホムラ」の酔客、対策会議出席者：日方一夫 [2役][41]
- 真木博士の助手：川村郁夫[44][41]
- 本署の警官：中西英介[41]
- 刑事：伊藤実[41]、宇留木康二[41]
- 佐藤（ギャング）：佐藤功一[41]
- 老巡査：榊田敬二[6][38]
- 警官：権藤幸彦[45]

## スタッフ
参照
- 製作：田中友幸
- 原作：海上日出男
- 脚本：木村武
- 撮影：小泉一
- 美術：北猛夫
- 録音：三上長七郎、宮崎正信
- 照明：西川鶴三
- 音楽：佐藤勝
- 特殊技術
  - 撮影：荒木秀三郎、有川貞昌
  - 美術：渡辺明
  - 照明：城田正雄
  - 合成：向山宏
- 監督助手：梶田興治
- 編集：平一二
- 現像：東洋現像所
- 製作担当者：眞木照夫
- 特技監督：円谷英二
- 監督：本多猪四郎
- スチール：吉崎松雄[6][注釈 1]

## 製作
原作者の海上日出男は東宝所属の俳優であったが、本作品製作前の『地球防衛軍』の撮影中に死去している（詳細は海上日出男#『液体人間現る』についてを参照）。
当初のタイトルは『液体人間と美女』であり、セットでの集合写真でもこのタイトルで掲げられている。
当初、ダンサーのエミー役には中田康子が起用されていたが、東南アジア映画祭への出席によって降板したため、本多が園田あゆみに依頼したという。
アベックの男役の夏木陽介は本作品で俳優デビューしたが、東宝に所属して数日後の撮影であったため、夏木は「カメラテスト代わりだろう」と述べている。
クライマックスの下水道のシーンは、後述のオープンセットやミニチュアだけでなく実際の下水道でも撮影されており、佐原健二は酷い臭いの中で演技したことを述懐している。

### 特撮
冒頭の第二竜神丸のミニチュアは4から5メートル大のものが制作され、プールを用いずに撮影された。クライマックスの下水道のシーンは、実物大のオープンセットと1/2スケールのミニチュアを併用している。いずれも暗い場面であったため、撮影の有川貞昌はライティングに苦労し、円谷英二とも意見が対立していたという。
液体人間の描写には、合成と操演を併用している。地を這うシーンでは化粧ベース素材の有機ガラスが用いられ、セット全体を傾けて撮影された。壁を登るシーンは、逆さに作ったセットでカメラも逆さにして撮影された。
人型の液体人間は有機ガラスを2枚のガラス板で挟んで成型しており、ガラス板を動かすことによって間の有機ガラスも伸縮し、液体人間が呼吸しているかのような動きを表現している。
液体人間に襲われた刑事が液体化させられてしまうシーンは、服を着せた空気人形から空気を抜くことで表現されており、この手法は後に『ガス人間㐧1号』（1960年）でも応用されている。また、クライマックスで猛火によって消滅するシーンは、ガソリンを撒いたミニチュアセットの中にセルロイド製の人形を置き、火炎放射器で着火している。

### 音楽
音楽は佐藤勝が担当した。液体人間の登場シーンでは、ミュージックソーやグラス・ハープなどを用いてこの世ならざる響きを表現している。
白川由美が演じる新井千加子の歌は、ジャズシンガーのマーサ三宅が吹き替えている。三宅は、前年に佐藤が音楽を手掛けた映画『俺は待ってるぜ』でも女優の吹き替えを務めており、本作品の出演も三宅の声質が白川に似ていると判断した佐藤からの依頼によるものであった。歌唱曲は、海外輸出を考慮して英語歌詞となっている。
サウンドトラックは、1995年6月21日にCD「東宝特撮映画音楽全集」（サウンドトラック・リスナーズコミュニケーションズ）の第1弾として発売された。

## 海外版
アメリカでは、『THE H-MAN』のタイトルで英語吹き替え版がコロンビア ピクチャーズによる配給のもとで劇場公開され、その後年にはVHS化やDVD化が行われた。なお、ギャングについてのシーンはカットされ、尺が79分に短縮されている。

## 映像ソフト
- VHS 品番 TG4342[56]
- LD 品番 TLL2465[56]
- DVD
  - 2005年2月25日に、発売された。オーディオコメンタリー（佐原健二/聞き手：古怒田健志）
  - 2014年2月7日に、期間限定プライス版として再発売された。
  - 2015年7月15日に、東宝DVD名作セレクションとして再発売された。
- Blu-ray Disc
  - 2021年11月に、「変身人間シリーズBlu-ray」（『透明人間』『ガス人間㐧1号』『電送人間』と同時収録）として初発売された[57]。

## 評価
東宝プロデューサーの田中友幸は、本作品について「会心の作の一本」であったと述べている。
映画評論家の二階堂卓也は、著書『日本映画裏返史』（2020年）にて本作品を「空想特撮科学シリーズ」（原文ママ）の1作目として挙げ、「液体人間と麻薬ネタが一方通行のままだから、最後の火焔放射攻撃も空騒ぎにしか映らない」「演出は見劣りしていないので、脚本が雑なのだろう」「一番覚えているのは妙にエロっぽかった白川由美の下着姿だから、本作品の出来ばえがわかろう」との旨で酷評している。